# Olympische Sommerspiele 1936/Kanu – Einer-Kajak 10.000 m (Männer)
Der Wettkampf im Einer-Kajak über 10.000 Meter bei den Olympischen Sommerspielen 1936 wurde am 7. August auf der Regattastrecke Berlin-Grünau ausgetragen.
Der Wettkampf bestand aus einem Rennen. In diesem übernahm der Deutsche Ernst Krebs von Beginn an die Führung und konnte diese das ganze Rennen über behalten. Krebs wurde somit Olympiasieger vor Fritz Landertinger aus Österreich und Ernest Riedel aus den Vereinigten Staaten.

## Ergebnisse
| Rang | Athlet               | Nation             | Zeit        |
| ---- | -------------------- | ------------------ | ----------- |
| 1    | Ernst Krebs          | Deutsches Reich    | 46:01,6 min |
| 2    | Fritz Landertinger   | Österreich         | 46:14,7 min |
| 3    | Ernest Riedel        | Vereinigte Staaten | 47:23,9 min |
| 4    | Jacobus van Tongeren | Niederlande        | 47:31,0 min |
| 5    | Evert Johansson      | Finnland           | 47:35,5 min |
| 6    | František Brzák      | Tschechoslowakei   | 47:36,8 min |
| 7    | Bruno Lips           | Schweiz            | 48:01,2 min |
| 8    | Elio Sasso Sant      | Königreich Italien | 49:20,0 min |
| 9    | Nils Wallin          | Schweden           | 49:48,7 min |
| 10   | Josip Zidarn         | Jugoslawien        | 50:31,6 min |
| 11   | Louis Maes           | Belgien            | 51:31,8 min |
| 12   | Péter Szittya        | Ungarn             | 52:16,8 min |
| 13   | Jules Mackowiak      | Frankreich         | 52:56,0 min |
| 14   | William Williamson   | Kanada             | 54:05,7 min |
| 15   | Helge Nielsen        | Dänemark           | 56:43,9 min |

## Weblink
- Ergebnisse